# Xe tay ga

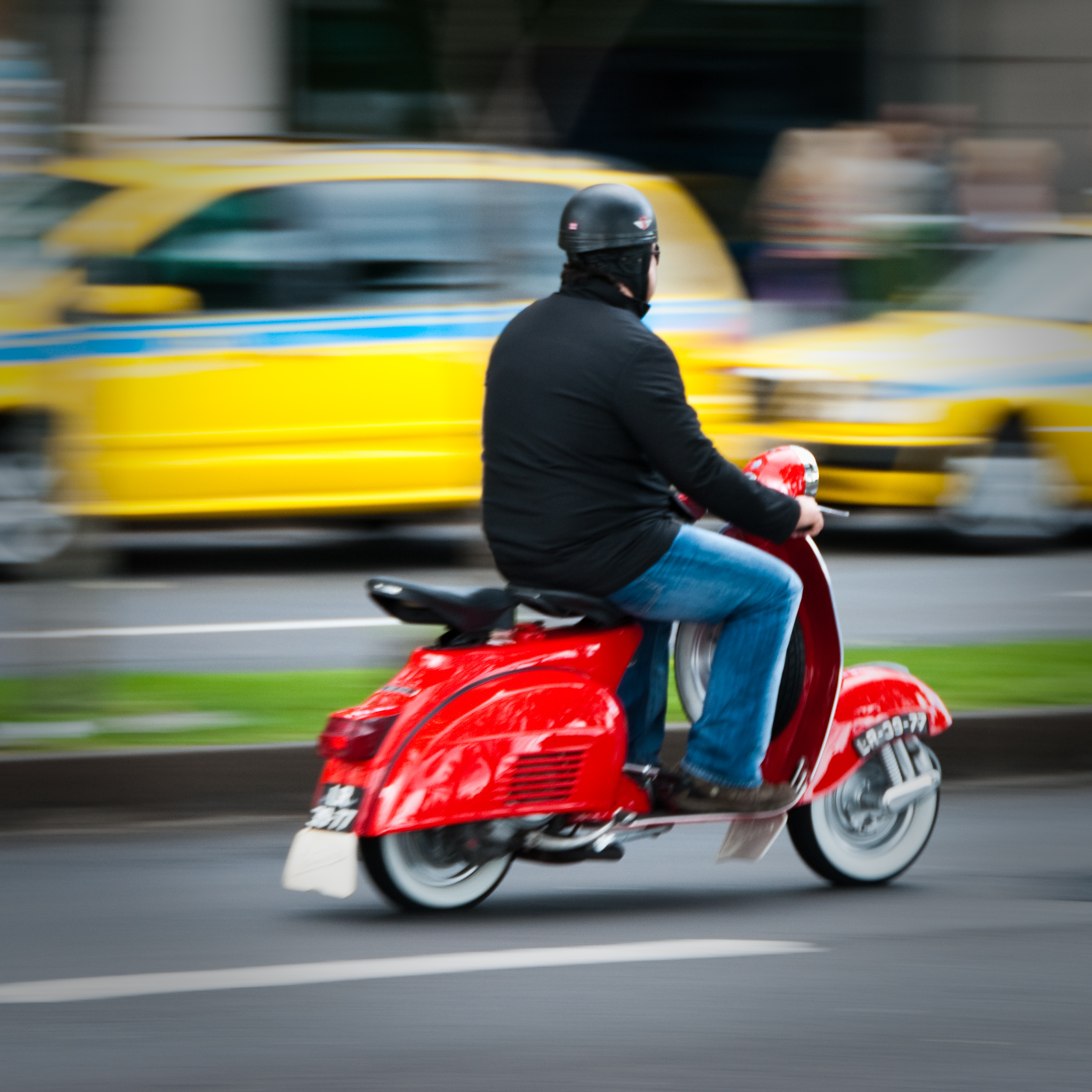
Xe Vespa đã là xe tay ga phổ biến toàn cầu đầu tiên.

Xe tay ga (tiếng Anh: Scooter, còn được gọi là xe máy tay ga (motor scooter) để tránh nhầm lẫn với kick scooter, nhưng không nên nhầm lẫn với kick scooter có động cơ) là một loại của xe máy với khung bước qua và chỗ để chân của người lái. Các yếu tố của thiết kế xe tay ga đã có mặt trong một số xe máy đầu tiên, và xe tay ga đã được thực hiện từ năm 1914 hoặc trước đó. Phát triển xe tay ga tiếp tục ở châu Âu và Hoa Kỳ giữa các cuộc chiến tranh thế giới.
Sự phổ biến toàn cầu của xe máy tay ga bắt nguồn từ những lời giới thiệu sau Thế chiến II của các mẫu Vespa và Lambretta ở Ý. Những chiếc xe tay ga này nhằm cung cấp phương tiện giao thông cá nhân tiết kiệm (các động cơ từ 50 đến 250 cc hay 3,1 đến 15,3 in khối). Bố cục ban đầu vẫn được sử dụng rộng rãi trong ứng dụng này. Xe tay ga maxi, với động cơ lớn hơn từ 250 đến 850 cc (15 đến 52 in khối) đã được phát triển cho thị trường phương Tây.
Xe tay ga phổ biến cho giao thông cá nhân một phần do giá cả phải chăng, dễ vận hành (do sử dụng hộp số vô cấp) và thuận tiện hơn để đỗ và lưu trữ hơn so với xe hơi. Yêu cầu cấp phép cho xe tay ga dễ dàng hơn và rẻ hơn so với ô tô ở hầu hết các nơi trên thế giới, và bảo hiểm thường rẻ hơn.

## Mô tả
Xe máy tay ga là một chiếc xe máy tương tự như xe tay ga với ghế ngồi, ván sàn và bánh xe nhỏ hoặc thấp. Bộ giao thông Hoa Kỳ định nghĩa một chiếc xe tay ga là một xe máy có nền tảng cho chân người điều khiển hoặc có chỗ để chân tích hợp và có kiến trúc từng bước.
Scooter thường có đường kính bánh nhỏ, từ 8 - 10 inch, sườn được dập từ thép tấm, dùng số tay, máy đặt thấp và gần bánh sau, hoặc ở hẳn phía bánh sau. Scooter khoảng từ 1970 trở về trước được coi là xe cổ, còn sau đó là scooter đời mới, gồm các loại phổ biến hiện nay như Avenis, Spacy, Dylan, Zip, Lead.

## Lịch sử

### Tiền thân
Những đặc điểm giống như xe tay ga bắt đầu phát triển trong các thiết kế xe máy vào khoảng những năm 1900. Năm 1894, Hildebrand & Wolfmüller ở Munich,Đức đã sản xuất chiếc xe máy đầu tiên có sẵn để mua. Xe máy của họ có khung bước qua, với bình nhiên liệu gắn trên ống xuống, động cơ hai xi-lanh song song của nó gắn thấp trên khung và xi lanh của nó gắn phù hợp với khung. Nó được làm mát bằng nước và có một bộ tản nhiệt được tích hợp vào đỉnh của chắn bùn phía sau. Nó đã trở thành chiếc xe hai bánh được sản xuất hàng loạt và bán công khai đầu tiên, và là một trong những chiếc đầu tiên được trang bị chủ yếu bởi động cơ của nó chứ không phải bàn đạp chân. Tốc độ tối đa là 40 km/h (25 mph). Bánh sau được điều khiển trực tiếp bằng các thanh từ piston theo cách tương tự như bánh xe ổ đĩa của đầu máy hơi nước. Chỉ có vài trăm chiếc xe đạp như vậy được chế tạo, và giá cả cao và khó khăn kỹ thuật đã khiến liên doanh trở thành một thất bại tài chính cho cả Wolfmüller và người ủng hộ tài chính của ông, Hildebrand.
Tại Pháp, Auto-Fauteuil được giới thiệu vào năm 1902. Về cơ bản, đây là một chiếc xe máy bước qua với một chiếc ghế bành thay vì yên xe truyền thống. Việc sản xuất tiếp tục cho đến năm 1922